# Цезлак
Цезлак (словен. Cezlak) — поселення в общині Словенська Бистриця, Подравський регіон‎, Словенія.